# Richard Huntington Melton
Richard Huntington Melton (* 8. August 1935 in Rockville, Hanover County, Virginia) ist ein ehemaliger Botschafter der Vereinigten Staaten.

## Leben
Von 1963 bis 1965 war Melton an der US-Botschaft in Managua akkreditiert, außerdem war er Mitglied der US-Missionen in Großbritannien, der Dominikanischen Republik, Brasilien und Uruguay.
Während der Nelkenrevolution in Portugal von 1974 bis 1977 war Melton politischer Berater des US-Botschafters Frank Carlucci. Melton interviewte jüngere Mitglieder der Bewegung der Streitkräfte. Carlucci riet von einer Unterstützung der Befreiungsfront der Azoren und einer Unterstützung der Rechtsextremen ab.
Der Posten des Botschafters in Managua war sechs Monate unbesetzt gewesen, als die US-Regierung Melton berief. Am 11. Juli 1988 wurde er auf Ersuchen der Regierung von Nicaragua aus Managua abgezogen.